# Albina Grčić
Albina Grčić (művésznevén Albina) (Split, 1999. február 6. – ) horvát énekesnő. Ő képviseli Horvátországot a 2021-es Eurovíziós Dalfesztiválon, Rotterdamban, a Tick-Tock című dallal.

## Zenei karrierje
Albina az X Factor Adria második évadában jelent meg először. A válogatóból továbbjutva a producerek egy lánycsapatot szerettek volna létrehozni, amelynek az énekesnőt is tagjának gondolták, azonban ő elutasította a lehetőséget, így a versenyből kiesett. 2019 decemberében részt vett a The Voice horvát változatának harmadik évadában. A meghallgatáson Davor Gobac és Vanna fordultak meg, Albina végül utóbbit választotta mesterének. A tehetségkutató show-műsor 2020. február 22-én rendezett döntőjében végül harmadik helyen zárt. A műsor után szerződést kötött a Universal Music Croatia-val. Október 16-án megjelent debütáló dala, az "Imuna na strah".
2020. december 15-én a horvát közszolgálati televízió bejelentette, hogy Albina is bekerült a következő évi Dora nemzeti döntő tizennégy előadója közé, akikkel az Eurovíziós Dalfesztiválra való kijutásért küzdhet. Versenydala a Tick-Tock, a 2021. február 13-án tartott döntőben végül a zsűritől 78 pontot, a nézőktől pedig 120 pontot szerzett, mely mindkettő listáján az első helyet jelentette, így összesítésben 198 ponttal megnyerte a dalválasztó show-műsort és ő képviselhtte Horvátországot Rotterdamban. A dalt az előzetes sorsolás alapján először a május 18-i-i első elődöntőben adta elő, ahol végül a tizenegyedik helyen végzett, így nem jutott tovább a döntőbe.

## Diszkográfia

### Kislemezek
- Imuna na strah (2020)
- Tick-Tock (2021)